# Candide de Fulda
 (avril 2015).
Candide de Fulda (Candidus Fuldensis), dont le nom germanique était Brun (ou Bruun), né entre 770–780 et décédé en 845, est un moine-prêtre bénédictin à l'Abbaye de Fulda, un poète et un écrivain latin de l'époque de la Renaissance carolingienne. Il fut également peintre-décorateur et enlumineur.
Il a écrit deux biographies, la Vita Aegili, biographie de son maître Aegil en vers et prose, ainsi qu'une vie de l'abbé Baugulfs qui est disparue.
Les autres œuvres attribuées à un Candidus de Fulda, ont, en fait, été écrites par son contemporain Candidus Wizo.

## Vie
Il reçut d'abord l'enseignement d'Aegil, abbé de Fulda de 817 à 822.
L'abbé Ratger (802-817) qui avait remarqué les qualités intellectuelles du jeune moine, l'envoya à la cour de Charlemagne auprès d'Éginhard. C'est sans doute là aussi qu'il apprit l'art de la peinture.
Candide Bruun revint à Fulda. Lorsque Raban Maur devint le nouvel abbé (822), Candide Bruun lui succéda à la tête de l'école monastique.

## Œuvre littéraire
Son œuvre littéraire fait actuellement l'objet d'une approche nouvelle à la suite des recherches en Allemagne de Gereon Becht-Jördens, philologue, médiéviste mais aussi psychologue.
De cette œuvre il ne reste que la biographie d'Aegil, mêlant vers et prose.

## Peintre
D'après son propre témoignage dans sa Vita Aegili, il décora l'abside dans laquelle furent transportés en 819 les restes de saint Boniface et peignit les enluminures de sa vie d'Égil. Nous avons ainsi le rare témoignage d'un lettré qui était en même temps l'illustrateur de son œuvre.

## Œuvre
- Vita Aegili. Vie de son maître Aegil en vers et prose.
- Vie de l'abbé Baugulfs (œuvre perdue).